# Bündnis für Gerechtigkeit zwischen Israelis und Palästinensern
Das Bündnis für Gerechtigkeit zwischen Israelis und Palästinensern (BIP) e.V., früher Bündnis zur Beendigung der israelischen Besatzung (BIB) e. V., ist ein deutscher Verein mit Sitz in Lübeck. Er setzt sich nach eigenen Angaben dafür ein, dass „die deutsche Politik sich ohne Ausnahme zur Einhaltung von Menschenrechten positioniert, auch wenn es um die israelische Besatzung der palästinensischen Gebiete sowie die Blockade von Gaza geht“.

## Name
Der Verein wurde am 2. Juli 2016 als Bündnis zur Beendigung der israelischen Besatzung (BIB) e. V. gegründet und am 21. Oktober 2018 durch Satzungsänderung in Bündnis für Gerechtigkeit zwischen Israelis und Palästinensern (BIP) e.V. umbenannt.

## Bekannte Mitglieder
Ein Initiator der Vereinsgründung war der 2016 verstorbene Rupert Neudeck. Gründungsmitglied und Vorstand war bis zu seinem Tod im November 2021 Rolf Verleger, emeritierter Hochschullehrer, ehemaliger Vorsitzender des Landesverbandes Jüdische Gemeinschaft Schleswig-Holstein und ehemaliges Mitglied des Direktoriums des Zentralrats der Juden in Deutschland. Bekannte Mitglieder des Vereins sind unter anderem:
- Nirit Sommerfeld, Schauspielerin und Sängerin
- Annette Groth[4], Politikerin (Die Linke), ehemaliges Mitglied des Deutschen Bundestags
- Albrecht Schröter, Politiker (SPD), ehemaliger Oberbürgermeister von Jena

Beirat
- Alfred Grosser, Politikwissenschaftler, Publizist und Soziologe
- Horst Teltschik, Politologe und Wirtschaftsmanager
- Andreas Zumach, Journalist und Publizist

## Kritik
Thorsten Schmitz verwies in der Süddeutschen Zeitung auf die Website des BIP, die „Verständnis für militante Palästinenser“ zeige. In der Jerusalem Post wurde von Benjamin Weinthal eine Verbindung zur Boykottbewegung BDS behauptet. Andreas Zumach, Beirat des Vereins, lehnte hingegen ausdrücklich die BDS-Kampagne zum Boykott und zu Maßnahmen gegen ganz Israel ab. Es treffe die Falschen, „weil auch in Israel Menschen sind, die gegen die Politik der Regierung sind“. Er halte die BDS indes nicht für antisemitisch.